# Hat Xai Khun
Ban Hat Xai Khun (auch Hatsay Khoun oder Hat Xay Khoune) ist ein Dorf im Süden von Laos am östlichen Mekongufer bei der Insel Don Khong im Gebiet Si Phan Don (viertausend Inseln). Administrativ gehört der Ort zur Provinz Champasak, Distrikt Khong.
Bedeutung besitzt Hat Xai Khun vor allem aufgrund seiner verkehrstechnischen Lage: Der Ort liegt direkt an der Nationalstraße 13 und ist dadurch mit der Provinzhauptstadt Pakse im Norden (120 km) und Ban Nakasong (15 km) Fährverbindung nach Don Det sowie der kambodschanischen Grenze bei Veun Kham bzw. Dong Krolor (30 km) im Süden verbunden; es existieren Busverbindungen. Die 2014 eröffnete Don-Khong-Mekongbrücke verbindet Hat Xai Khun mit der gegenüberliegenden Inselhauptstadt Muang Khong, sie ersetzte die bis dahin existierende Fährverbindung zur Insel.
Innerhalb des Dorfes befindet sich ein kleinerer buddhistischer Tempel.